# AIM-47 Falcon
AIM-47 Falcon var en jaktrobot med lång räckvidd som utvecklades för USA:s flygvapen under 1950- och 1960-talen. Det var den största roboten i Falcon-familjen och blev så småningom utgångspunkten för AIM-54 Phoenix.

## Utveckling
Utvecklingen av AIM-47 började med behovet av en tung jaktrobot med lång räckvidd för flygvapnets nya jaktplan XF-108 Rapier i slutet på 1950-talet. Kravet var en räckvidd på minst 40 km och möjlighet att bära en mindre kärnladdning. Hughes Aircraft fick kontraktet 1957.
Under utvecklingen växte roboten betydligt och fick en räckvidd på över 200 km och en hastighet av mach 6 med en Aerojet-General XM59-motor. 200 km var dock bortom räckvidd för flygplanets radar, vilket gjorde semiaktiv målsökning värdelös. Först försökte man lösa problemet med en ”dual-head” med både semiaktiv radar och infraröd målsökare. IR-målsökare krävde dock kylning, vilket skulle ha gjort hela roboten 50 mm tjockare och hela 82 kg tyngre och dessutom för stor för att gå in i robotutrymmet på XF-108. I stället fick roboten en aktiv radar som kunde låsa på ett 9 m² stort mål på 116 km avstånd.
Aerojet-General-motorn visade sig inte vara helt tillförlitlig och man bytte snart till en XSR13-motor från Lockheed. Den nya motorn minskade räckvidden till 160 km och hastigheten till ”bara” mach 4. De första provskjutningarna gjordes i maj 1962 från en Convair B-58 Hustler med ombyggd nos för radarn AN/ASG-18 vilket gav den smeknamnet Snobben.
När XF-108-projektet lades ner 1959 koncentrerade man sig i stället på att anpassa vapnet för jaktplanet YF-12 som var ett systerprojekt till spaningsplanet SR-71 Blackbird. YF-12 var ett snabbare och slankare flygplan än XF-108 och för att robotarna skulle få plats i robotutrymmet fick man minska diametern från 343 mm till 330 mm och dessutom göra fenorna vikbara.
Av sju provskjutningar som gjordes från YF-12 förstördes sex av målen. Den sista provskjutningen gjordes i mach 3,2 från 22 600 meters höjd mot en målrobot på bara 150 meters höjd vilket demonstrerade robotens förmåga att urskilja mål bland markekon.
Dessvärre lades även YF-12 ner 1966 och det enda flygplanet som kunde komma i fråga som vapenbärare var bombflygplanet XB-70 Valkyrie som skulle bära jaktrobotar för självförsvar, lades ner redan 1961. Utvecklingen fortsatte dock på två olika spår. Det ena var att förse roboten med målsökaren från AGM-45 Shrike. Eftersom den målsökaren var betydligt mindre kunde laddningen utökas till 110 kg. Roboten skulle ha fått beteckningen AGM-76, men den togs aldrig i produktion.
Det andra spåret var att ta tillvara idéerna från flottans projekt Douglas F6D Missileer vilket så småningom resulterade i jaktroboten AIM-54 Phoenix.

## Varianter
- AIM-47A Ursprunglig version avsedd för XF-108.
- AIM-47B Version med smalare kropp och vikbara fenor avsedd för YF-12.
- AGM-76 Signalsökande robot med målsökaren från AGM-45 Shrike och kraftigare sprängladdning.